# Ofensiva de l'est d'Ucraïna
|  | Aquest article es refereix a esdeveniments derivats de la Invasió russa d'Ucraïna del 2022. |

L'Ofensiva de l'est d'Ucraïna és el teatre d'operacions o àrea operacional dels tres óblasts de l'est d'Ucraïna: l'óblast de Donetsk i l'óblast de Luhansk (col·lectivament el Donbàs) i l'óblast de Khàrkiv, en una escalada de la guerra al Donbàs que duu a terme entre Ucraïna i separatistes prorussos des del 2014. És un dels principals escenaris de l'ofensiva del 24 de febrer de 2022, i es va considerar posteriorment, per part de Rússia, la segona fase estratègica de la invasió russa després de la retirada russa de Kíiv i resta del front nord.
Al juliol del 2022, les forces russes i els seus aliats separatistes havien capturat les ciutats de Sievierodonetsk, Lissitxansk, Rubijne i Izium. Tanmateix, a principis de setembre, Ucraïna va llançar una gran contraofensiva a l'est, que va recuperar les ciutats d'Izium, Balakliia, Kupiansk, Sviatohirsk i la ciutat estratègica de Liman, recuperant la pràctica totalitat de l'óblast de Khàrkiv i començant a recuperar part de Luhansk. En aquesta línia, hi ha batalles en curs a les ciutats de Kreminnà i Svàtove.
Més al sud, a l'óblast de Donetsk ja al Donbàs, el dia 12 de gener de 2023 els mercenaris del Grup Wagner van aconseguir oficialment conquerir la totalitat de Soledar.
A principis de febrer de 2023 se seguien produint petits avenços russos al voltant de Bakhmut, amb la tècnica de moltes onades consecutives d'infanteria que, malgrat provocar moltes pèrdues humanes, aconseguien anar avançant alguns metres cada dia. Per contra, es mantenia estable el front de Kreminnà i Svàtove, on semblava que els russos havien pogut frenar l'ofensiva ucraïnesa de mesos enrere, mentre que a Donetsk i Vuhledar eren les forces ucraïneses les que mantenien a ratlla els atacs russos.

## L'ofensiva russa
El 24 de febrer de 2022, després que Vladimir Putin, President de Rússia, anunciara l'operació militar especial d'Ucraïna, les forces russes van travessar la frontera entre Rússia i Ucraïna i es van dirigir cap al Kharkiv. Allí es van trobar amb la resistència d'Ucraïna, iniciant la batalla de Kharkiv.
Mentrestant, en Konotop, les forces russes que avançaven pel nord-est, van envoltar la ciutat i la van situar en un estat de lloc.
En Sumi, les batalles van començar als afores de la ciutat a les 3.00 de la matinada, donant principi a la batalla de Sumi. Allí, la guerra entre ucraïnesos i russos va seguir durant el dia i la nit. A les 7.30 del matí també van començar les batalles en Okhtirka, donant principi a la batalla d'Okhtirka. En aquest cas, les forces d'Ucraïna van fer front i els russos es van retirar.
El 25 de febrer, a les 1.39 de la matinada hora local es va anunciar que les forces russes es retiraven de la ciutat de Sumi, mentre seguien les dures baralles en els suburbis del nord de Khàrkiv. El matí del 25 de febrer, les forces russes van avançar des de la República Popular de Donetsk cap a Mariúpol, a pesar que es van enfrontar a les Forces d'Ucraïna en Pavilopil. A pesar que els ucraïnesos van ser els vencedors, destruint almenys 20 tancs russos en el procés, a la vesprada la Marina russa va iniciar un atac amfibi a 70 quilòmetres de Mariúpol des del mar d'Azov.
Mentre, en Starobilsk, les Forces Armades d'Ucraïna van destruir a un grup de soldats russos que tractaven de creuar el riu Aidar en el context de la batalla de Starobilsk. A Okhtirkan, un míssil BM-27 Hurricane va impactar en una escola, matant una persona, i ferint a un professor i un número no especificat de xiquets. No obstant això, les forces ucraïneses van defensar les posicions, obligant els russos a retirar-se.
El dia 26 de febrer, el governador de l'Oblast, Oleh Synyehubov, va afirmar que Kharkiv seguia sota control ucraïnès. A Sumi, en canvi, el conflicte va tornar a esclatar. Els russos van aconseguir capturar la meitat de la ciutat durant el dia, però al capvespre, els ucraïnesos van aconseguir expulsar els russos de la ciutat, registrant 3 baixes civils aquell dia. Les forces russes, en Mariúpol, van seguir bombardejant la ciutat amb artilleria durant tot el dia. Les forces russes situades a l'oest de Sumi es van desplaçar més a l'oest durant la nit, segons el grup d'intel·ligència Rochan Consulting, a 150 quilòmetres de Kíev.
El 27 de febrer, a primera hora del matí, les forces russes van destruir un gasoducte en Khàrkiv. Aquell mateix matí les forces russes també van entrar en la ciutat. També es van sentir explosions. Igor Konashenkov, portaveu del Ministeri de Defensa rus, va afirmar que els responsables dels sistemes de defensa aèria Buk M-1 s'havien rendit, afirmació que les autoritats ucraïneses consideraren falsa. Un alt assessor ucraïnès va informar que els militars ucraïnesos van destruir la meitat dels vehicles russos que havien entrat en Khàrkiv. Durant el matí es va informar que una columna de tancs russos avançava ràpidament cap a Mariúpol des de Donestk, les forces ucraïneses van impedir un atac en una operació en la que sis soldats russos van ser atrapats. Tanmateix, alguns vehicles russos van partir cap a Sumi per l'est. Es va disparar a un cotxe civil que contenia a una dona. A la vesprada, des del govern d'Ucraïna s'anunciava que Khàrkiv continuava baix el seu control.
Hennadiy Matsegora, alcalde de Kupiansk, va acceptar delegar el control de la ciutat als russos i va acusar les Forces d'Ucraïna d'abandonar la ciutat quan va començar la invasió.
L'1 de març, les forces ucraïneses van començar una contraofensiva cap a Horlivka, que havia estat controlada per la RPD des de finals de 2014. El dia següent, un gran comboi rus de més de 60 vehicles va entrar a Starobilsk el 2 de març, però es va aturar l'avanç per fer front a la protesta dels locals. Mentrestant, la Rada Suprema va declarar que els bombardejos russos a Izium van matar vuit persones. Les forces russes van entrar a la ciutat de Balakliia durant el dia. Donetsk havia estat sota el bombardeig durant diversos dies. Alguns barris no tenien subministrament d'electricitat i hi havia cotxes cremats als carrers.
L'oficial ucraïnès Oleksi Arestóvitx va declarar que les forces ucraïneses van passar a l'ofensiva per primera vegada durant la guerra, avançant cap a Horlivka. Ihor Zhdanov més tard va afirmar que "hi havia informes" que una part de la ciutat havia estat capturada per les forces ucraïneses. Segons informes ucraïnesos, la 95a Brigada d'Assassí Aeri d'Ucraïna havia començat a atacar la ciutat el dia anterior. L'exèrcit ucraïnès es va estacionar als afores de la ciutat.

## Contraofensiva ucraïnesa a Khàrkiv
El 6 de setembre del 2022, les forces ucraïneses van llançar una contraofensiva sorpresa a la regió de Khàrkiv, començant prop de Balaklia a la zona en la contraofensiva més reeixida des de l'inici dels atacs russos, arribant pel nord a Kupiansk i pel sud a Izium, i fins a Liman l'1 d'octubre, un enclavament de gran valor estratègic, ja que és la porta d'entrada a l'óblast de Luhansk. Des de Kupiansk al nord i Liman al sud, van poder iniciar l'ofensiva cap la riba oriental del riu Oskil, en direcció a poblacions clau de Luhansk com Svàtove i Kreminnà, tot i que les línies del front van quedar llavors estancades durant mesos, coincidint amb la contraofensiva de Kherson al nord del Dnièper. No va ser fins al 26 de desembre de 2022 quan es van filtrar les primeres novetats sobre la possible caiguda de Kreminnà amb la corresponent retirada russa.
Tanmateix, a 7 de gener del 2023, les tropes russes havien aconseguit aturar l'ofensiva ucraïnesa a Dribrova, uns quilòmetres al sud-oest de Kreminnà, on se seguia combatent. A finals de gener, el front de la línia Troitske-Svàtove-Kreminnà seguia estable malgrat els combats persistents de l'ofensiva ucraïnesa que no s'aturava.
A 12 de febrer, les forces russes havien pogut aturar ja del tot l'ofensiva ucraïnesa de la tardor, i iniciar una ofensiva des d'Svàtove i Kreminnà, que havien mantingut sota control en tot moment, en direcció a Kupiansk i Bilogórivka amb la intervenció sobretot de la infanteria.
Unes setmanes després, a 1 de març, l'ofensiva russa havia aconseguit frenar l'avanç ucraïnès i assegurar les ciutats d'Svàtove i Kreminnà, però sense canvis significatius en direcció oest.

## Estabilització del front al Donbàs
Les tropes russes van progressar de l'est cap al centre i l'oest del país i, malgrat la resistència ucraïnesa, van anat caient la ciutat de Mikolaiv, i els ports de Kherson i Mariúpol. El 3 de juliol de 2022 després de la batalla de Lissitxansk, Rússia, LPR i DPR havien capturat les ciutats de Mariúpol, Sievierodonetsk, Rubijne, Lissitxansk i Izium entre d'altres. El 30 de juliol, mentre es combatia a Bakhmut, bastió clau per al control sobre la part de la regió de Donetsk que seguia en mans ucraïneses, Avdíivka i Piski, el govern ucraïnès va decretar l'evacuació obligatòria a les zones de Donetsk que Rússia no controlava.
La batalla per Bakhmut va seguir durant mesos, i a finals de 2022 pràcticament no s'havien produït canvis significatius, i la població seguia controlada per Ucraïna. Vladimir Putin va declarar un alto el foc unilateral per als dies 6 i 7 de gener, Nadal ortodox, però no es va complir.
Durant la primera setmana de 2023, en especial el 6 i 7 de gener de 2023, es va produir una intensificació de l'ofensiva sobre Bakhmut per part dels mercenaris de Wagner sobretot, intentant però un encerclament a través de Soledar i Krasnopolivka al nord i Krasna Hora al sud, davant la impossibilitat de l'atac frontal.
L'11 de gener els mercenaris de Wagner Group van aconseguir envoltar Soledar i arribar al centre de la ciutat i, segons alguns informes i testimonis audiovisuals, entrar com a mínim en una part del complex més de 200 km subterranis de les mines de sal de la zona. Les forces ucraïneses van haver de retirar-se de bona part de la ciutat. El dia 12 de gener els mercenaris del Grup Wagner van aconseguir oficialment conquerir la totalitat de Soledar.
Una setmana després, Rússia va reobrir l'ofensiva sobre Vuhledar que el mes de novembre va haver d'aturar a Pàvlinka per les pèrdues patides. Malgrat que a final de gener de 2023 no havia aconseguit l'objectiu d'un trencament, s'hi mantenia una lluita ferotge per part de les divisions amfíbies destinades a la zona.
A principis de febrer de 2023, a Donetsk i Vuhledar les forces ucraïneses seguien mantenint a ratlla els atacs russos. El 7 de febrer, els mercenaris de Grup Wagner seguien intensificant l'atac sobre Bakhmut, arribant a reduir a una sola carretera practicable l'entrada i sortida ucraïnesa de la ciutat.
El 12 de febrer, els mercenaris de Wagner van prendre finalment el municipi de Krasna Hora, al nord de Bakhmut, havent-se'n retirat les forces ucraïneses de forma ordenada i sense embossaments. Al front de Vuhledar, en canvi, tornaven a patir quantioses pèrdues materials i humanes amb l'enèsim intent d'ofensiva dels dies anteriors, en aquest cas i a diferència dels altres fronts, amb columnes de mecanitzats intentant envoltar el nucli urbà. En tota la resta de fronts mantenien la pressió lenta però constant, gràcies a la progressiva incorporació dels mobilitzats i les tàctiques centrades en la infanteria. Les pèrdues russes en aquest darrer intent fallit sobre Vuhledar li va costar a Rússia perdre-hi 130 vehicles blindats, 36 carros de combat i un nombre indeterminat però molt alt de baixes de la 155a i la 40a Brigades d'Infanteria Naval russes, que van acabar destrossades.
Al front estrictament de Donetsk ciutat, pràcticament tot seguia igual que un any abans. En els darrers dos dies s'havia començat a parlar d'un possible inici de la gran ofensiva russa llargament anunciada, però sense cap consens ni acord al respecte, excepte l'evidència de l'augment molt important en la intensitat dels combats i pèrdues humanes en ambdós bàndols.
El 15 de febrer es van confirmar contraatacs ucraïnesos a nord i sud de Bakhmut, que haurien frenat l'avanç rus i fet perdre el que havien guanyat en les jornades anteriors, recuperant com a mínim en part Krasna Hora, al nord. D'altra banda, Ucraïna va informar que havien abatut mitja dotzena de globus russos sobre Kíiv.
Dos dies després, i degut a l'augment de la intensificació dels bombardejos russos sobre Bakhmut i dels combats en general al seu entorn, les autoritats ucraïneses en van decretar l'evacuació dels 6.000 civils que es calculava que encara hi residien, d'una població de 71.000 abans de la guerra.
Poques coses van canviar en les següents setmanes, quan s'havia fet ja palès que hi havia una ofensiva russa. L'1 de març se seguien produint atacs de columnes de tancs i blindats russos sobre Vuhledar, sempre amb el mateix resultat de nombroses pèrdues materials i humanes. En la resta del front, més cap al nord, la tàctica seguia basant-se en el llançament d'onades d'infanteria des de Donetsk ciutat en direcció a Avdíivka, que seguia resistint des de l'inici de la invasió. Més al nord, a Bakhmut els russos i mercenaris de Wagner seguien intentant encerclar la ciutat. En aquests casos anaven aconseguint petits guanys a costa de grans pèrdues humanes.
El 3 de març es va produir o es va fer pública la retirada parcial de l'exèrcit ucraïnès a la part occidental de Bakhmut, fent explosionar els ponts que separen ambdues parts de la ciutat a riba i riba del riu Bakhmutovka, davant l'avanç dels mercenaris del Grup Wagner. Dies després, tanmateix, fonts ucraïneses van assegurar que mantindrien la defensa de la ciutat, i van anunciar l'enviament de nous reforços, mentre que Rússia passava a substituir algunes unitats de mercenaris russos i mobilitzats per tropes professionals aerotransportades (les anomenades VDV). Alhora però, s'apuntava que l'àrea realment prioritària per a Rússia era l'ofensiva des de la ciutat de Donetsk cap a Màrinka (al sud) i Avdíivka (al nord), on hi tenia les unitats més valuoses.
L'11 de març poc havia canviat la situació, amb un exèrcit rus provant d'envoltar Bakhmut i tallar-ne les vies de comunicació a l'oest, i seguien provant d'avançar en diferents fronts a l'entorn de Donetsk. També es van produir noves explosions a Mariúpol, tal com de fet s'havia vingut produint durant les setmanes anteriors, apuntant a una possible campanya d'interdicció ucraïnesa sobre el port de la ciutat.
L'ofensiva que Rússia va llançar a finals de gener al llarg de tot el front oriental des de Kupiansk fins a Vuhledar, seguia sense aconseguir bons resultats el 10 d'abril del 2023, amb avenços d'alguns quilòmetres a fronts com els de Bakhmut, Avdíivka i Màrinka, tots ells combats urbans, i pràcticament nuls o negatius a Kreminnà i Vuhledar, on les tropes russes van patir nombroses pèrdues humanes i materials d'unitats especialment valuoses i d'elit.
Després de molts mesos en què el Grup Wagner va assumir el gruix de les escomeses militars al centre del front oriental (Soledar, Bakhmut), el 12 d'abril el seu màxim responsable Prigozhin va comunicar que traspassaven a l'exèrcit rus el control de les operacions als flancs nord i sud de Bakhmut, limitant-se els mercenaris al combat dins la trama urbana.
Finalment, el 27 d'abril Rússia controlava ja bona part de Bakhmut, tot i que es mantenien forts combats al nord i oest de la ciutat, però ja en el marc d'una retirada ordenada ucraïnesa, que seguia encara mantenint una via d'accés oberta per enviar-hi material i evacuar-ne els ferits.
El 12 de maig Ucraïna va avançar més de 2 km al flanc nord de Bahkmut, recuperant un territori equivalent al que Rússia li havia costat dos mesos de conquerir, consolidant els avanços més minsos dels dies previs.
El 14 de maig Ucraïna va seguir pressionant les línies russes en tot el front, recuperant en especial una desena d'assentaments als flancs nord i sud del front de Bakhmut. El Ministeri de Defensa rus va comunicar que la nit anterior havia atacat la ciutat de Ternòpil, per primer cop des de l'inici de la invasió, com a represàlia pel lliurament de materials occidentals. L'atac es va produir just abans de començar l'actuació a Eurovisió del grup ucraïnès Tvorchi, originari d'aquest indret. Durant aquest dia es va conèixer que havien mort dos coronels russos.
El 19 de maig Rússia encara no havia pogut conquerir la totalitat de Bakhmut, mentre va seguir patint fortes pèrdues a nord i sud de la ciutat. Es seguien produint atacs ucraïnesos sobre posicions de rereguarda i logística russes, com fou el cas de l'atac a helicòpters recent arribats a l'aeroport de Mariúpol.
Finalment el dia 20 de maig, Ievgheni Prigojin, el cap del Grup Wagner, va afirmar que havien pogut conquerir la totalitat de la ciutat, i l'endemà Putin va felicitar el grup de milicians per la conquesta de la ciutat. Per la banda ucraïnesa se seguia assegurant el contrari, sota la perspectiva que la batalla per Bakhmut seguia viva, en seguir recuperant terreny les forces armades ucraïneses tant al nord com al sud de la ciutat, en un intent d'encerclar-la des de les terres altes del voltant, i que la presa de les darreres edificacions era una fase més de la batalla.
Un cop completada la conquesta de la trama urbana de Bakhmut, el Grup Wagner va iniciar la retirada d'aquest teatre d'operacions el 25 de maig de 2023, traslladant a l'exèrcit regular rus la seva defensa.

## Contraofensiva ucraïnesa sobre Bakhmut
El 4 de juny, Prigojin va declarar que les forces ucraïneses podrien haver recuperat àrees al llarg de la carretera T0504, que havia estat controlada per les forces ucraïneses des del 21 de maig segons la ISW. Les forces russes van fer atacs sense èxit contra Ivanivske i Bila Hora. L'endemà, Prigozhin va dir que les forces ucraïneses havien recuperat part del poble de Berkhivka, al nord de Bakhmut durant un contraatac. Les forces ucraïneses van afirmar haver avançat més al voltant dels flancs de Bakhmut, 200 a 1.600 metres cap a Orikhovo-Vasylivka i Paraskoviivka al nord, i 100 a 700 metres prop d'Ivanivske i al voltant de Klixtxiívka al sud-oest. Un oficial militar ucraïnès també va dir que els ucraïnesos havien avançat de 300 metres a un quilòmetre al voltant dels flancs nord i sud de Bakhmut. La ISW va dir que els ucraïnesos van avançar 300 metres a un quilòmetre en la direcció de Zaliznyanske i va reiterar les afirmacions que porcions o la totalitat de Berkhivka havien alliberat.
El 4 de juliol, les forces ucraïneses van fer avenços significatius cap a Klixtxiívka, amb avanços ucraïnesos amenaçant de tancar l'accés a la carretera sud per als subministraments a la ciutat ocupada, i ja ha començat a moure artilleria al poble per bombardejar Bakhmut des del sud i donar suport a altres maniobres de flanqueig. El 17 de setembre, el ministre de l'Interior Ihor Klimenko i el general Oleksandr Sirski van anunciar que Klixtxiívka estava totalment buit de forces russes, i el president Zelenskiy va felicitar les unitats de les tropes ucraïneses implicades pel seu paper en l'alliberament de la localitat.
Tanmateix, a la tardor les tropes ucraïneses van perdre impuls, i el 29 de novembre, Rússia va dir que les seves forces havien pres el control de Khromove, un poble als afores occidentals de Bakhmut, i estabilitzat el front.

## Ofensiva russa sobre Avdíivka
El 6 d'octubre tropes russes van començar a bombardejar la zona d'Avdíivka amb artilleria i aviació, incloent-hi caces bombarders Sukhoi Su-35. Quatre dies més tard, els russos van començar un atac concentrat que consistia en una mitja dotzena de brigades de fusellers i regiments contra la forta guarnició ucraïnesa de dos brigades. L'atac rus va córrer a camps de mines i es va aturar mentre continuava sent colpejat per l'artilleria ucraïnesa. A partir del 10 d'octubre, tres brigades de fusellers motoritzades del 8è Exèrcit d'Armes Combinades Rus van començar una acció ofensiva concertada al voltant d'Avdíivka al sud-oest prop de Sieverne i al nord-oest prop de Stepove i Krasnohorivka.
Dos mesos després, segons la intel·ligència britànica, els atacs russos sobre Avdíivka suposaven alguns dies un 40% del total d'atacs reportats per les autoritats ucraïneses. Les posicions es mantenien i Ucraïna mantenia sota control la població de Stepove al nord, clau per evitar una pinça pel nord sobre Avdíivka i la seva zona industrial.
Ucraïna va confirmar el 26 de desembre la presa de la totalitat de Màrinka per part de les tropes russes, després de dos anys d'intensos combats urbans que havien deixat la ciutat completament destruïda.